# Acid cromic
Acidul cromic este un tip special de oxoacid, cu formula chimică H2CrO4, în care atomul central de crom are un număr de oxidare egal cu +6 (VI). Atât acidul, cât și sărurile sale, sunt agenți oxidanți puternici. Formează două tipuri de săruri: cromați (cromat de potasiu) și dicromați (dicromat de potasiu). Anhidrida sa este trioxidul de crom și este un acid slab.

## Obținere
Teoretic, acidul cromic se poate obține prin reacția dintre trioxidul de crom (anhidrida sa) și apă:
{\displaystyle \mathrm {CrO_{3}+H_{2}O\longrightarrow H_{2}CrO_{4}} }
De asemenea, mai există și alte metode:
{\displaystyle \mathrm {3CrF_{4}+10H_{2}O\longrightarrow 2Cr(OH)_{3}\downarrow +H_{2}CrO_{4}+12HF\uparrow } } la fierbere
{\displaystyle \mathrm {3CrF_{5}+11H_{2}O\longrightarrow Cr(OH)_{3}\downarrow +2H_{2}CrO_{4}+15HF} }

## Proprietăți chimice

Structura acidului dicromic și a acidului cromic

Acidul cromicse transformă în acid dicromic, H2Cr2O7, prin protonarea totală:
[Cr2O7]2− + 2H+  H2Cr2O7  H2CrO4 + CrO3
Ionul dicromat poate fi obținut și prin reacția trioxidului de crom și acid cromic.